# ريو سايتو (لاعب كرة قدم)
ريو سايتو (باليابانية: 齋藤 遼) (15 أغسطس 1999 في أوساكا في اليابان – )؛ هو لاعب كرة قدم كان يلعب كمدافع.

## وصلات خارجية
- ريو سايتو (1999) على موقع رابطة كرة القدم اليابانية للمحترفين (اليابانية)